# 全国書教研連盟
全国書教研連盟（ぜんこくしょきょうけんれんめい）は、1981年（昭和56年）に細矢香巻によって創設された日本の書道団体。略称は書研全国に支部（書道教室）が約50ほどある。

## 主な活動内容
- 競書（毎月）
- 全国書能力検定検定（年2回）
- 全国書写書道展覧会（後援 - 中国大使館、東京都教育委員会、文京区教育委員会、読売新聞社、全国小学校書写研究会、全国中学校書写研究会）